# Marcella di Roma
Marcella (... – Roma, 410) fu una matrona romana che, rimasta vedova, si dedicò alla vita ascetica seguendo i consigli spirituali di Girolamo.
È considerata santa dalla Chiesa, che la ricorda il 31 gennaio.

## Biografia
La sua vita è nota principalmente grazie alle lettere di Girolamo, che corrispose con lei e che ne parlò con altri corrispondenti.
Era di nobile famiglia, e tra i suoi antenati aveva sia consoli sia prefetti del pretorio. Sua madre era Albina e Pammachio suo cugino; è possibile che Asella fosse sua sorella. Aveva una casa sull'Aventino.
Si sposò, ma rimase vedova dopo solo sette mesi, nello stesso periodo in cui suo padre morì. La madre le organizzò un matrimonio con il prefetto Nerazio Cereale, che però Marcella rifiutò: fu la prima matrona romana ad adottare una vita ascetica e dimostrò interesse negli studi biblici.
Era a Roma durante il sacco del 410 a opera di Alarico, e morì qualche mese dopo. Dopo la sua morte, Girolamo compose la lettera ad Principiam virginem de vita sanctae Marcellae.
È la destinataria della Exhortatio ad Marcellam, che è stata erroneamente attribuita a Girolamo e in cui si fa riferimento alla possibilità, poi non realizzatasi, che la sua famiglia stringesse legami con la famiglia imperiale.

## Agiografia
Apparteneva a una ricca e nobile famiglia romana, andò sposata ad un certo Albino, ma rimase vedova dopo soli sette mesi di matrimonio. Ebbe l'opportunità di conoscere Atanasio, esule a Roma da Alessandria d'Egitto durante la crisi ariana, che le fece conoscere il movimento monastico orientale e le figure di eremiti di Antonio e Pacomio. Marcella decise così di rinunciare a ogni altro legame nuziale e iniziò un periodo di isolamento dal mondo pur vivendo nel centro dell'Urbe: nel suo palazzo dell'Aventino si costituì presto una comunità femminile che aveva scelto una vita di preghiera e penitenza.
Girolamo, giunto a Roma come segretario di papa Damaso I, si prese cura di queste pie donne e per diversi anni le assistette e dispensò loro consigli spirituali. Nel 384 Girolamo si recò in Terrasanta, e alcune donne del gruppo di Marcella lo seguirono; Marcella rimase a Roma e qui, ormai anziana, fu testimone del saccheggio dei goti di Alarico del 410, durante il quale verosimilmente perse la vita.

## Culto
Santa Marcella di Roma si ricorda il 31 gennaio.
Martirologio Romano: «A Roma, commemorazione di santa Marcella, vedova, che, come attesta san Girolamo, dopo avere disprezzato ricchezze e nobiltà, divenne ancor più nobile per povertà e umiltà».